# Ringwall Ehrenbürg

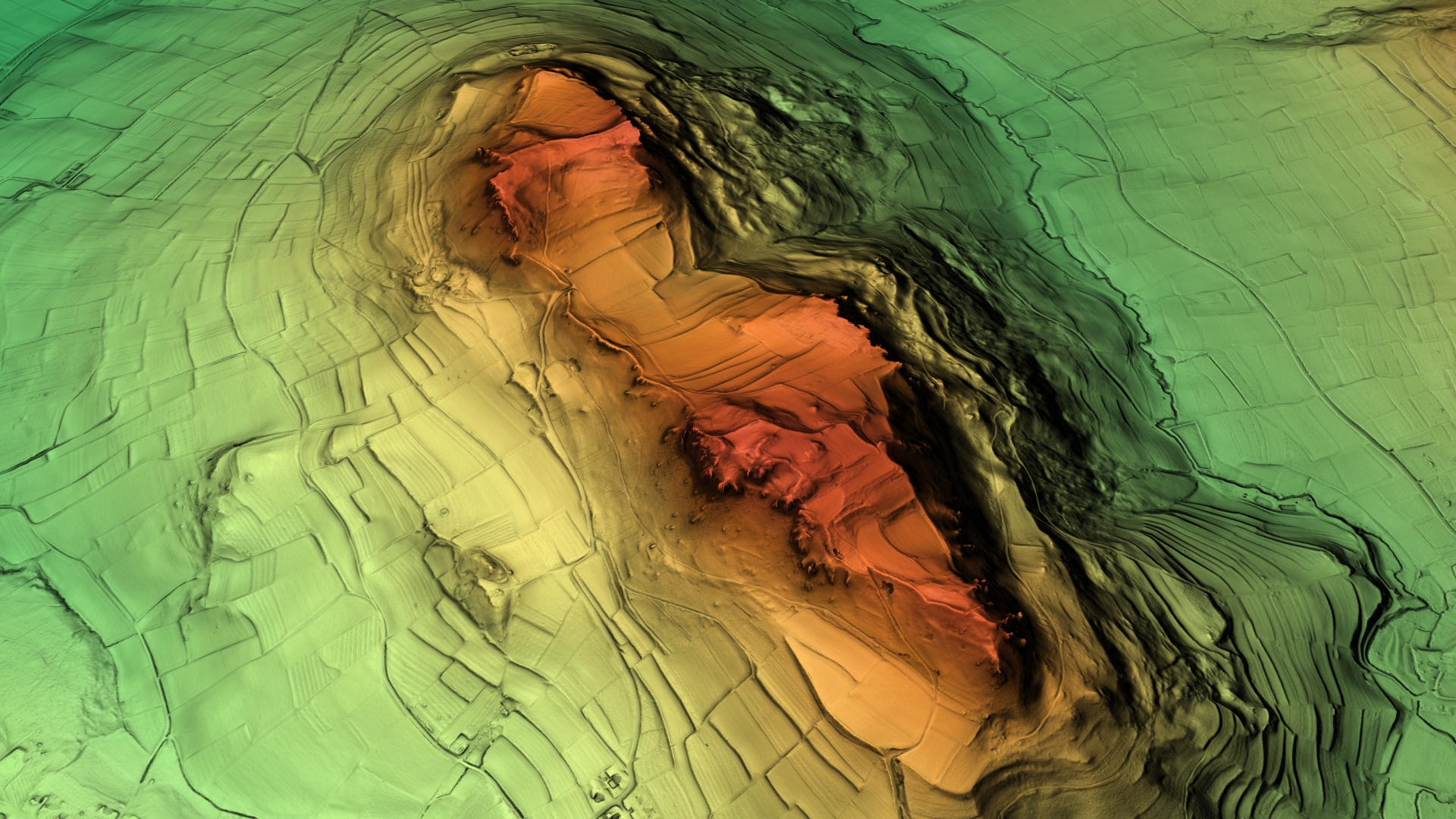
3D-Ansicht des digitalen Geländemodells

Der Ringwall Ehrenbürg, auch Walberla genannt, ist eine abgegangene Ringwallanlage auf dem Ehrenbürg bei Schlaifhausen, einem Ortsteil der Gemeinde Wiesenthau im Landkreis Forchheim in Bayern.
Von der im 7. Jahrhundert v. Chr. angelegten keltischen Ringwallanlage zeugen noch Wall- und Grabenreste.